# Тірзе
Тірзе (нім. Thiersee) — громада округу Куфштайн у землі Тіроль, Австрія.
Тірзе лежить на висоті 678 м над рівнем моря і займає площу 108,61 км². Громада налічує 2855 мешканців.
Густота населення 26/км².
Тірзе друга за площею громада в окрузі. Вона складається з кількох невеличких сіл і прилягає до кордону з Баварією. Більшу частину території займають ліси й гори.
|                                |
| Тірзе на мапі округу та землі. |

 Адреса управління громади: Vorderthiersee 44, 6335 Thiersee.